# Jedlnia (gmina)
Jedlnia – dawna gmina wiejska istniejąca do 1954 roku w woj. kieleckim. Siedzibą władz gminy była Jedlnia. 
W okresie międzywojennym gmina Jedlnia należała do powiatu kozienickiego w woj. kieleckim. 1 października 1931 roku z części obszaru gminy Jedlnia (Zagożdżon i Pionki) utworzono nową gminę Pionki. Po wojnie gmina zachowała przynależność administracyjną. Według stanu z dnia 1 lipca 1952 roku gmina składała się z 15 gromad: Adolfin, Brzezinki, Jaśce, Jaroszki, Jedlnia, Jedlnia-Kolonia, Kieszek, Lewaszówka, Mąkosy Nowe, Mąkosy Stare, Poświętne, Siczki, Stoki, Zadobrze i Żdżary.
Jednostka została zniesiona 29 września 1954 roku wraz z reformą wprowadzającą gromady w miejsce gmin. Po reaktywowaniu gmin z dniem 1 stycznia 1973 roku gminy Jedlnia nie przywrócono, a z jej obszaru oraz z obszaru dawnej gminy Suskowola utworzono nową gminę Pionki w tymże powiecie i województwie.